# Inta Kļimoviča
Inta Kļimoviča, po mężu Drēviņa, ros. Инта Климовича (ur. 14 grudnia 1951 w Rydze) – łotewska lekkoatletka specjalizująca się w biegach sprinterskich, uczestniczka letnich igrzysk olimpijskich w Montrealu (1976), brązowa medalistka olimpijska w biegu sztafetowym 4 × 400 metrów. Podczas swojej kariery reprezentowała Związek Socjalistycznych Republik Radzieckich.

## Sukcesy sportowe
- halowa mistrzyni ZSRR w biegu na 400 metrów – 1975[1]

| Rok  | Miasto    | Zawody                    | Konkurencja                            | Wynik                     |
| ---- | --------- | ------------------------- | -------------------------------------- | ------------------------- |
| 1974 | Rzym      | Mistrzostwa Europy        | sztafeta 4 × 400 m                     | brązowy medal             |
| 1975 | Katowice  | Halowe mistrzostwa Europy | sztafeta 4 × 2 okrążenia bieg na 400 m | złoty medal brązowy medal |
| 1976 | Monachium | Halowe mistrzostwa Europy | bieg na 400 m                          | brązowy medal             |
| 1976 | Montreal  | Igrzyska olimpijskie      | sztafeta 4 × 400 m                     | brązowy medal             |

## Rekordy życiowe
- bieg na 400 metrów – 51,49 – Kijów 24/06/1976[2]